# (11571) Daens
(11571) Daens est un astéroïde de la ceinture principale.

## Description
(11571) Daens est un astéroïde de la ceinture principale. Il fut découvert le 20 juillet 1993 à La Silla par Eric Walter Elst. Il présente une orbite caractérisée par un demi-grand axe de 3,08 UA, une excentricité de 0,23 et une inclinaison de 2,9° par rapport à l'écliptique.

## Compléments